# La Belle Ferronnière
Pour l’article homonyme, voir La Belle Ferronnière (maîtresse de François Ier).
La Belle Ferronnière est un tableau  de 62 × 44 cm peint entre 1495 et 1497 sur un panneau en bois de noyer et exposé au musée du Louvre à Paris. Il est attribué à Léonard de Vinci et à son atelier.

## Données historiques
Le tableau est mentionné pour la première fois en 1642 dans les collections royales de Fontainebleau, en tant qu’œuvre de Léonard de Vinci représentant  « une Duchesse de Mantoue », nommée Lucrezia Crivelli. 

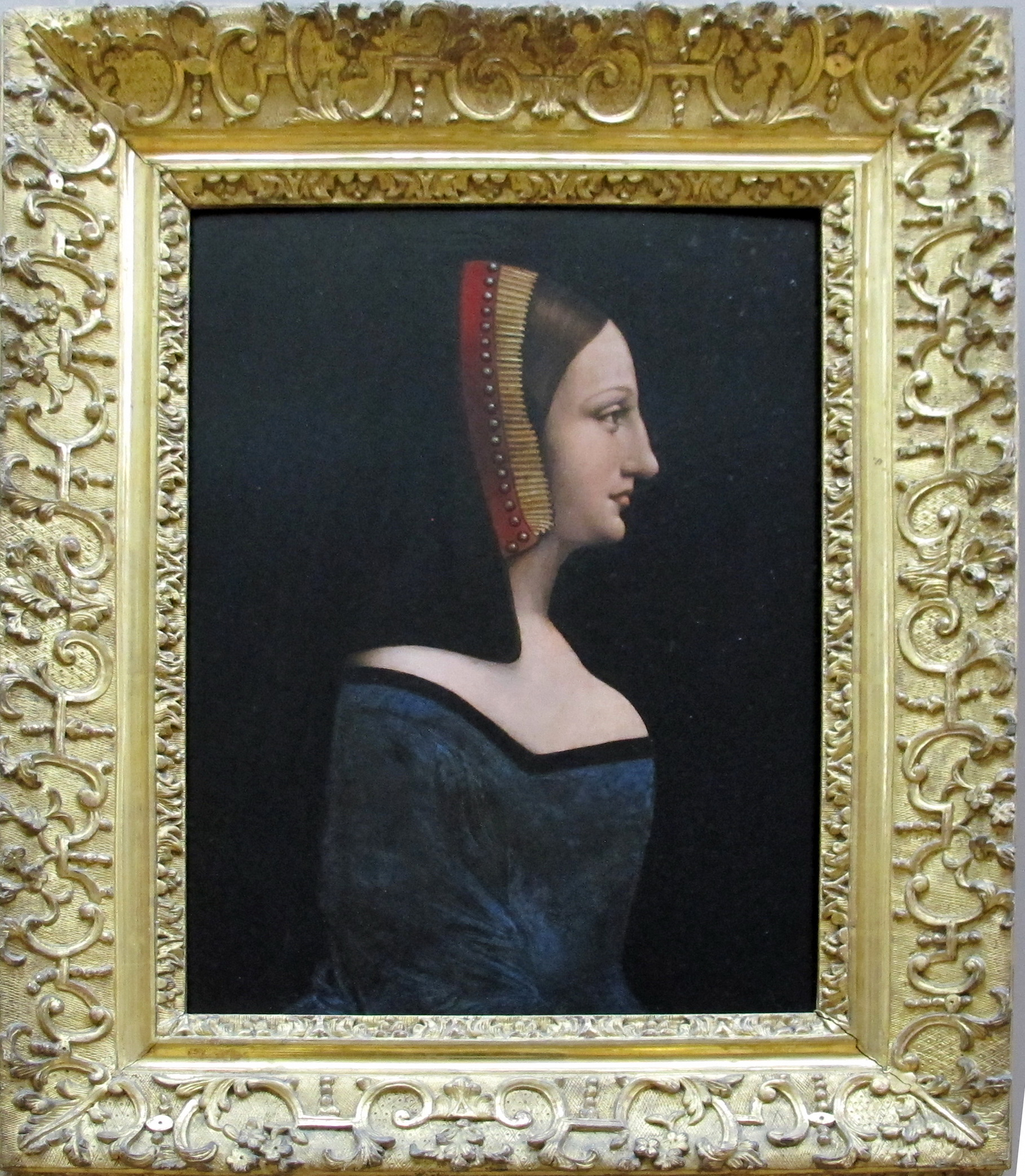
Portrait de femme, dit La Belle Ferronière. Musée du Louvre, Inv. 786.

Les mêmes collections possédaient le portrait d’une femme de profil considérée tout au long du XVIe siècle comme un portrait de « la Belle Ferronnière » (surnom donné à l’une des maîtresses supposées de François Ier).
Il est communément admis qu'une confusion entre ces deux tableaux fut faite dans l’inventaire établi en 1709 par Bailly. Le tableau de Léonard considéré jusque-là comme le portrait d’une Dame de Mantoue fut rebaptisé  La Belle Ferronnière. Il serait alors passé à la postérité sous ce nom.
Vincent Delieuvin, conservateur au musée du Louvre n'est pas tout à fait de cet avis. Il fournit une explication qui a le mérite de résoudre certaines contradictions , notamment liées au fait que l'usage du nom commun « ferronière » pour désigner le bijou n'est pas attesté avant le XIXe siècle.
Selon lui, les inventaires officiels du Louvre ont toujours été corrects, il n'y a jamais eu de confusion au sein du musée.
La confusion remonterait au début du XIXe siècle. Le fautif serait le peintre Ingres qui en a effectué une gravure aux fins de reproduction. Sur cette gravure, il apporta par erreur ou commodité, la mention « La Belle Ferronière », qui fut donc reprise par les ateliers d'impression. 
Ce portrait étant officiellement mentionné comme anonyme, Il est évident que pour favoriser la diffusion de la gravure, il était plus intéressant d'attribuer un nom, une histoire, fût-ce de façon artificielle. Le mythe de la Belle Ferronière s'étant diffusé dans toute l'Europe, on retrouve un tel procédé sur un tableau détenu dans un musée polonais, l'un des propriétaires successifs ayant ajouté tardivement la mention « La Belle Ferronière » (en polonais) sur une œuvre pourtant sans aucun lien. 
À l'époque, la gravure était le mode commun de transmission pour qui souhaitait un facsimilé d'une œuvre. La diffusion de masse de cette gravure contribua à créer le mythe populaire de « la belle Ferronière » basé sur un épisode de l'histoire de France, mais attaché à un portrait erroné, les dénis du musée du Louvre, des historiens, concernant cette méprise ne purent rien, l'erreur se diffusa trop largement dans la culture populaire à travers toute l'Europe. La forte popularisation de ce mythe se confirme par différentes œuvres théâtrales, des références picturales au sein de peintures à caractère historique, des pièces musicales, des porcelaines... tous faisant systématiquement référence au faux portrait popularisé par Ingres. Différentes gravures du XIXème attestent que se développa notamment chez les femmes françaises de cette époque une mode, celle de porter ce fameux bijou sur le front.
Cela est conforme à la constatation que l'usage du nom commun « ferronière » pour désigner le bijou ne date pas d'avant le XIXème, accréditant l'idée que le nom commun est bien issu d'une assimilation du nom propre.
Le musée du Louvre se trouva par la suite obligé de reprendre cette erreur dans ses notices d'exposition (en mentionnant toutefois « à tort »), puisque le public venait au musée pour voir la fausse Ferronière. Il faut savoir qu'à cette époque Mona Lisa était plus ou moins dans l'ombre. C'était la fausse Belle Ferronière qui était l'immense star du musée. Ce n'est qu'au début du XXe siècle que la Joconde prendra toute la lumière.
Le tableau a fait l'objet d'une restauration en 2015, comprenant le retrait d'une couche superficielle de vernis datant de 1952, ainsi que l'utilisation de repeints pour calmer un reflet rouge dû à l'abrasion d'une couche de peinture lors d'une précédente restauration,.

## Le modèle
Elle est représentée de trois quarts, sa tête tournée vers le spectateur mais son regard le fuyant (avec une expression non dénuée de froideur, voire de secrète dureté). Elle porte une scuffia, un bonnet en arrière de la tête. Une ferronnière, une bandelette nouée à l’arrière de la tête, ornée d'un camée ou d'une pierre précieuse (une parure à la mode en Lombardie) ceint son front. 
Son identité est problématique. On a la certitude que le tableau date de la première période milanaise de Léonard de Vinci. Vu la richesse des ornements et le soin mis à les rendre, vu le rang de Léonard au sein de la Cour de Ludovic Sforza, le modèle ne peut être qu’une personnalité importante.
Sylvie Béghin propose Béatrice d'Este (1475 -1497), l’épouse de Ludovic Sforza, à cause de la ressemblance entre la Belle Ferronnière et le buste de Béatrice d’Este par Cristoforo Romano, et parce que la famille d’Este était originaire  de Mantoue.

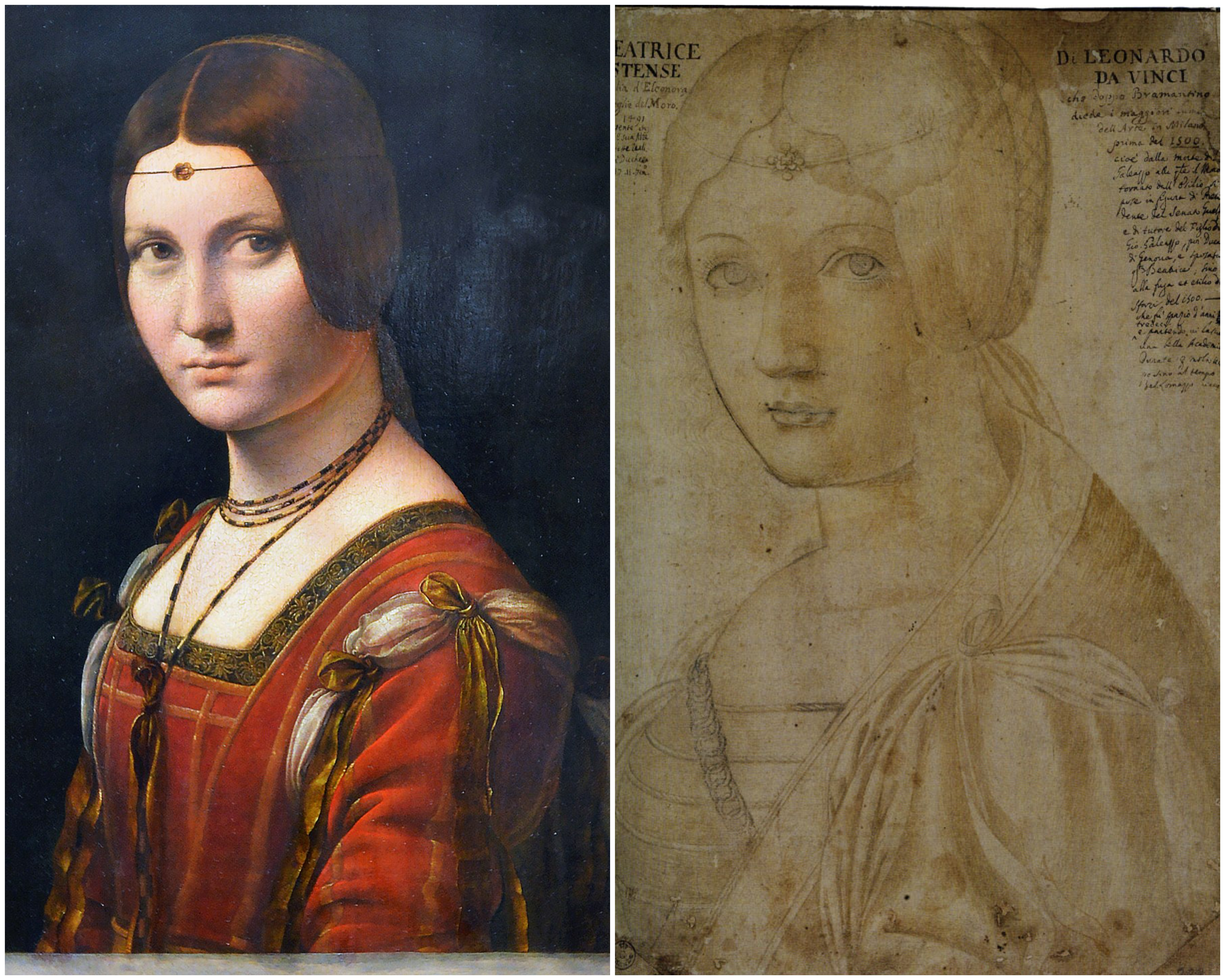
La Bella Ferronnière et le prétendu portrait de Béatrice d’Este comparés: la pose est similaire, mais les vêtements sont différents; même le regard varie considérablement.

Karl Morgenstern (1813) et d’autres critiques ont noté quelques similitudes avec le dessin numéro 209 conservé aux Offices, exécuté en lapis et aquarelle mais retouché un peu fort partout par une main du XVIe siècle qui a été identifié par le père Sebastiano Resta (XVIIe siècle) comme un portrait de Béatrice d’Este et attribué à Léonard de Vinci. Il en va de même pour Dalli Regoli (1985), qui a envisagé de dessiner la copie d’un original perdu de Léonard.
L’hypothèse la plus répandue est celle de Lucrezia Crivelli, qui devint la maîtresse de Ludovic Sforza à partir de 1495 (d'où la datation, entre 1495 et 1497 où elle donne naissance à un fils de Ludovic Sforza). Elle est proposée pour la première fois en 1804 par Carlo Amoretti. C’est lui qui rapproche le portrait de 3 épigrammes du Codex Atlanticus où est  vantée la beauté de Lucrezia, notamment dans le second :
Hujus, quam cernis, nomen Lucretia. Divi

Omnia cui larga contribuere manu,

Rara huic forma data est. Pinxit Leonardus, amavit

Maurus, pictorium primus hic, ille ducum.
« Celle dont il s‘agit se nomme Lucretia. Les Dieux

La dotèrent de tous les dons avec générosité.

Rare est la beauté qui lui fut donnée. Léonard la peignit

Le Maure l’aima, l’un le premier des peintres, l’autre des princes. »
Ainsi Léonard aurait peint deux des maîtresses de Ludovic Sforza : Cecilia Gallerani, La Dame à l'hermine, et Lucrezia Crivelli, la Belle Ferronnière, avec une subtile ressemblance d'expression (dans la froideur du regard) entre les deux toiles.

## Analyse

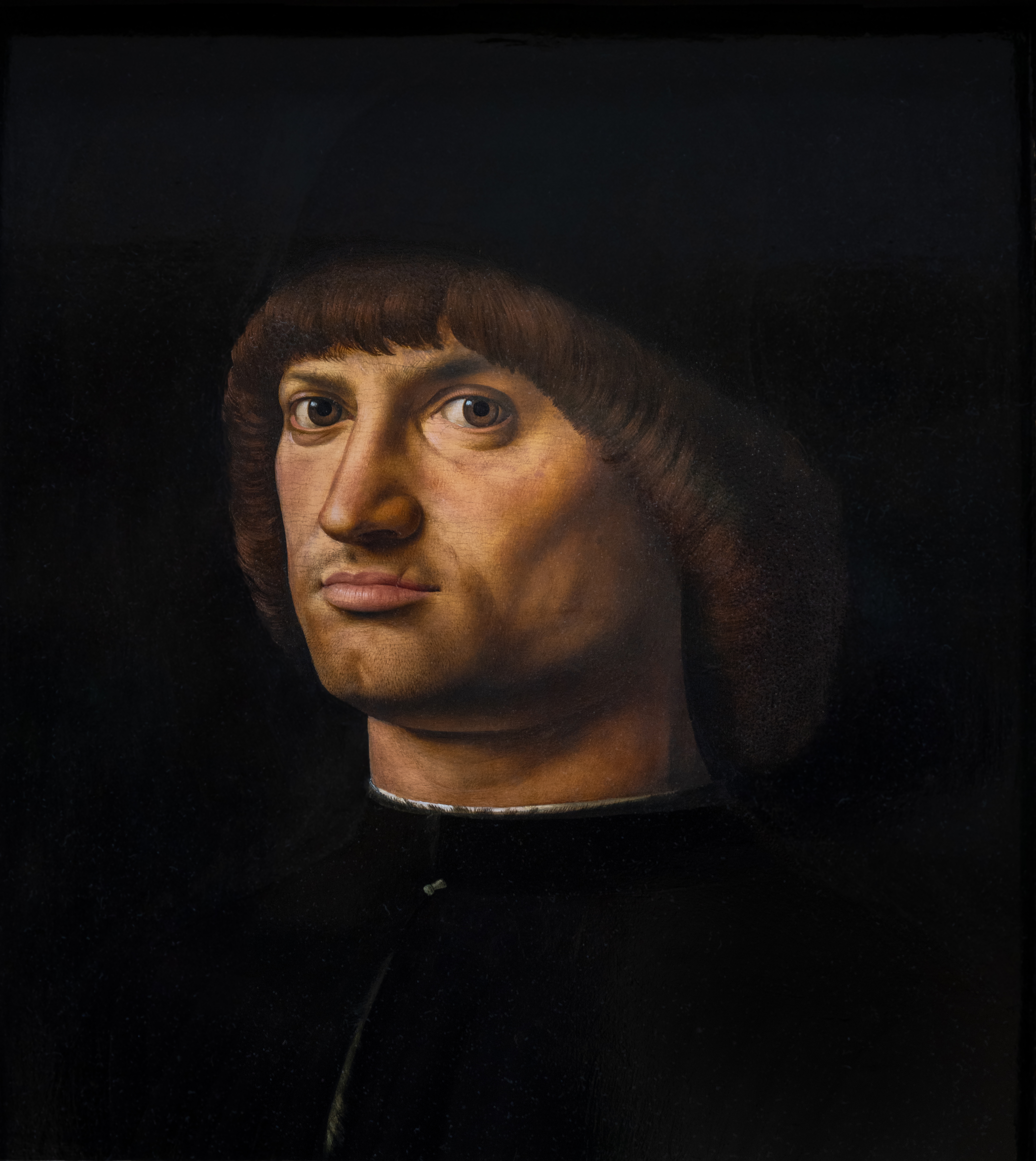
Le Condottiere (1474-1476) d’Antonello de Messine, musée du Louvre, Paris.

Le tableau suscita bien des interrogations. Certains spécialistes préféraient y voir l’œuvre de Giovanni Antonio Boltraffio ou de Francesco Melzi, plutôt que celle de Léonard. Aujourd’hui on peut affirmer avec certitude  que le tableau provient de l’atelier de Léonard de Vinci. Des analyses ont montré que la Dame à l’Hermine et  la Belle Ferronnière proviennent du même tronc d’arbre. De plus l’examen aux rayons X a montré de grandes analogies avec la Joconde, malgré de nombreux repeints (la coiffe à l’origine ne recouvrait pas les oreilles, la mâchoire droite a été retouchée). Magdeleine Hours en conclut  que « le tableau a été terminé par une autre main, ou qu’il a subi des transformations du temps même du maître».  Mais il est plus difficile d’évaluer la part de Léonard et celle de ses élèves dans ces repeints. 
Malgré sa célébrité, le tableau a parfois été jugé sévèrement. Jack Wasserman (en) soulignait « la lourdeur de l’étoffe » et « le rythme lent et soigné de nœuds et des plis des manches ». On reprochait les bijoux rendus avec un peu trop de précision. Mais Kenneth Clark a reconnu lui-même que « la tradition du portrait milanais exigeait que les vêtements et les bijoux soient traités avec une certaine raideur d’apparat ».
Le parapet qui barre le premier plan a aussi été considéré comme une maladresse, mais, tout comme le fond uniformément sombre, il provient de la tradition, si vivace à Milan, des portraits d’Antonello de Messine (qu’on retrouve par exemple dans le Portrait d‘homme, dit le Condottiere, du Louvre).
Peut-être conviendrait-il plutôt d’insister, comme Carlo Pedretti, sur les traits du visage « qui ne sont pas soulignés comme dans une terre cuite, mais semblent émerger dans un jeu d’ombres et de lumières », anticipant par là ce que sera la Joconde. Pietro C. Marani, lui, a insisté sur le « reflet de lumière rosé qui éclaire la joue gauche », Léonard appliquant ici ses recherches sur les reflets colorés « qui résultent de l’effet de [la] lumière frappant une surface colorée ». 